# Alejandro Garnacho
Alejandro Garnacho Ferreyra (Madrid, 2004. július 1. –) Copa América-győztes spanyol születésű argentin válogatott labdarúgó, jelenleg az angol Manchester United játékosa. Madridban született, anyai ágon vannak argentin felmenői.
Garnacho 2020 októberében csatlakozott a United akadémiájához az Atlético Madrid csapatától. 2022 májusában megnyerte az FA Youth Cup kiírását és a Jimmy Murphy Év játékosa díjat. Egy hónappal korábban, 17 évesen mutatkozott be a felnőtt csapatban, egy Chelsea elleni bajnoki mérkőzésen.
A kezdetekben a spanyol utánpótlás-válogatottakban játszott, mielőtt az U20-as szinten már Argentínát képviselte. 2022-ben behívták a felnőtt válogatottba, 2023 júniusában lépett először pályára. Tagja volt a 2024-ben Copa América-győztes csapatnak.

## Pályafutása

### Atlético Madrid
Garnacho főként az Atlético Madrid Juvenil B csapatában szerepelt, de az U19-es együttesben is helyet kapott.

### Manchester United

#### Utánpótlás csapatban és bemutatkozása
2020 októberében Garnacho leszerződött a Manchester United csapatával, nagyjából 150 ezer fontért. Eleinte nehezére esett hozzászokni az angol labdarúgáshoz, először a Manchester City ellen lépett pályára és túl gyorsnak találta a mérkőzést. 2021 júliusában írta alá első profi szerződését a csapattal.

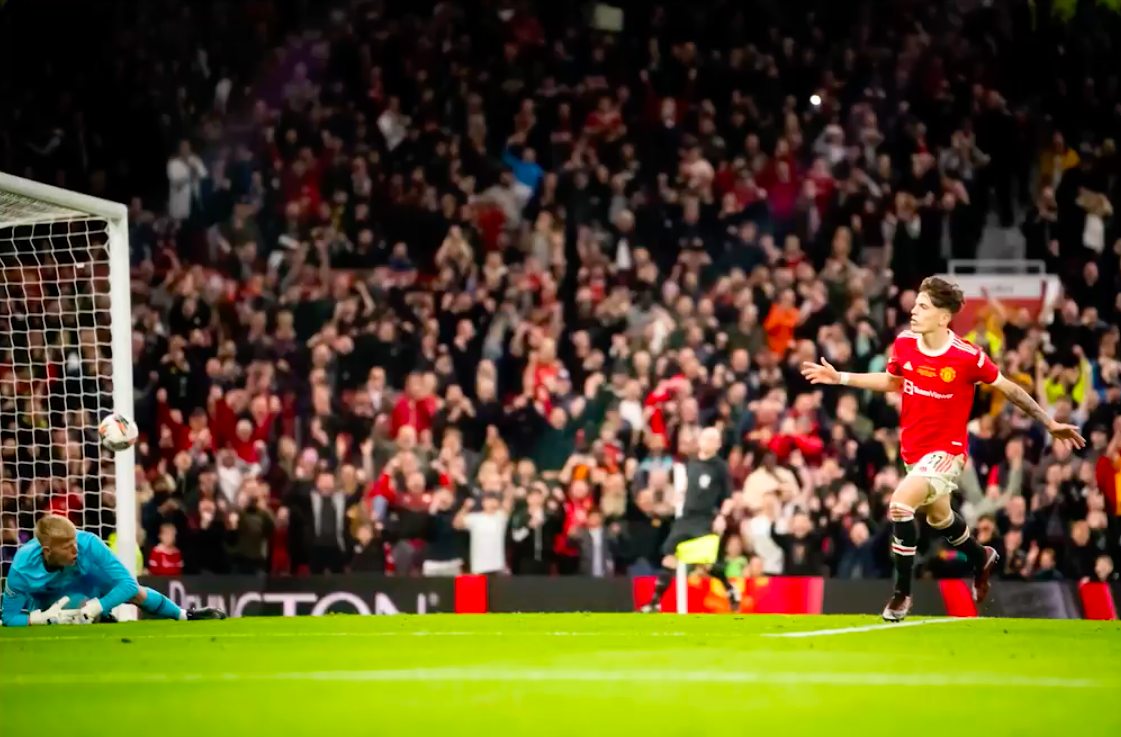
A 2022-es FA Youth Cup döntőjében, egyik gólját ünnepelve

Először akkor hívta fel magára a figyelmet, mikor az Everton ellen az FA Youth Cup sorozatban szólógólt szerzett. A gólt jelölték a Manchester United hónap gólja díjra 2022 februárjában. Miután a cserepadon ült Ralf Rangnick alatt a felnőtt csapattal a Norwich City, a Liverpool és az Arsenal elleni Premier League-mérkőzéseken, a Chelsea ellen bemutatkozott a 91. percben, 2022. április 28-án, Anthony Elanga cseréjeként. Mindössze két héttel később az FA Youth Cup 2022-es döntőjében két gólt szerzett, amellyel a United tizenegyedszerre is megnyerte a kiírást, 12 év után először.

#### 2022–2023-as szezon
A szezon kezdete előtt elutazott a csapattal Ázsiába és Ausztráliába a felkészülési időszakra.
A 2022–2023-as szezon kezdete előtt mezszámát megváltoztatták 75-ről 49-re. 2022. október 4-én egy késői győztes gólt szerzett a Manchester United U21 csapatában a Barrow ellen, a 2022–2023-as EFL Trophy kiírásában. Miután játszott néhány percet Brighton & Hove Albion, Brentford és Real Sociedad ellen, október 27-én kezdőként lépett pályára a Sheriff Tiraspol elleni 3–0-ás győzelem során az Európa-ligában. A meccs után Erik ten Hag méltatta fejlődését az elmúlt hetekben, azt mondva, hogy ugyan régebben elégedetlen volt a játékossal, értékelte megváltozott hozzáállását és elhivatottságát.
Első gólját a felnőtt csapatban 2022. november 3-án szerezte, mikor a United a Real Sociedad ellen játszott az Európa-liga csoportkörének utolsó mérkőzésén. A gólpasszt a gólhoz Cristiano Ronaldo adta. Első bajnoki gólját a Fulham ellen szerezte 2022. november 13-án, a 93. percben, megnyerve a Unitednek a mérkőzést. Ezzel ő lett a Premier League-szezon legfiatalabb gólszerzője, 18 évesen és 135 naposan és egyben a legfiatalabb játékos Federico Macheda óta, aki a 90. perc után szerzett győztes gólt csapatának. Ezt követően a Manchester United hónap játékosának választották.
2023. január 14-én, a Manchester City elleni 2–1-es győzelem során ő adta a gólpasszt Marcus Rashford győztes góljához, amivel a legfiatalabb játékos lett a manchesteri derbi történetében a bajnokságban, aki gólpasszt tudott adni, 18 évesen és 197 naposan. Következő gólját 2023. február 12-én szerezte, a Leeds United elleni derbin. A két csapat közötti rivalizálás legfiatalabb gólszerzője lett. 2023. március 1-én győztes gólt szerzett az FA-Kupa nyolcaddöntőjében, a 90. percben betalálva a West Ham United ellen. Március 12-én, miután a 73. percben csereként lépett pályára, megsérült a Southampton elleni mérkőzésen. Ugyan tovább tudott játszani, a hosszabbításban lecserélte Erik ten Hag, majd később a csapat bejelentette, hogy nem fog játszani a következő mérkőzéseken.
2023 márciusában az egyik győztese volt a Goal NXGN Nine díjnak, amit a Goal magazin ad át évente a világ legjobb fiatal tehetségeinek. Egy hónappal később öt éves szerződést írt alá a csapattal. Márciusban szenvedett sérüléséből május 13-án tért vissza csereként és rögtön gólt is szerzett a Wolverhampton Wanderers ellen. A szezon végén jelölték a Golden Boy-díjra.

#### 2023–2024-es szezon
A 2023–2024-es szezont a 49-es mezszámmal kezdte, de három játéknap után a 17-esre váltott, Fred távozása után. A számot korábban olyan játékosok viselték, mint Nani és Andy Cole. 2023. november 26-án szerezte szezonja első bajnoki gólját, a kapu felső sarkába ollózva a labdát. Több szakértő is a szezon, egyes esetekben a Premier League történetének egyik legszebb góljának nevezte, Wayne Rooney 2011-es találatához hasonlítva. A gólért később megkapta a Premier League szezon gólja díjat, illetve 2024 végén a Puskás-díjat. Novemberben megválasztották a United hónap játékosának.
December 26-án duplázott az Aston Villa ellen, 2–0-ás hátrányból kiegyenlítve a mérkőzést. Ennek következtében decemberben is a United legjobbjának választották. Március 9-én az első játékosként a United történetében két büntetőt is kiharcolt csapatának az Everton ellen, amit Bruno Fernandes és Marcus Rashford értékesítettek. Következő mérkőzésen ő adta a gólpasszt Amad Diallo győztes góljához a Liverpool ellen, a 121. percben, amivel a csapat továbbjutott az FA-Kupa elődöntőjébe. 2024. április 4-én duplázott a Chelsea ellen. 2024. május 25-én betalált az FA-Kupa döntőjében, amit a United 2–1-re megnyert a Manchester City ellen.

#### 2024–2025-ös szezon
A 2024–2025-ös szezont Garnacho góllal nyitotta, a 82. percben talált be a Manchester City elleni szuperkupában, amely gólját később a hónap legjobbjának választották. Következő találatát a Southampton elleni 3–0-ás győzelem során szerezte, a 96. percben beállítva a végeredményt. Három nappal később, szeptember 17-én, ismét gólt szerzett, ezúttal a Barnsley elleni 7–0-ás győzelem során duplázott a ligakupában, és két gólpasszt is adott. Október 27-én lépett pályára századik alkalommal a csapat színeiben. November 10-én megszerezte hetedik gólját a szezonban, a Leicester City elleni bajnokin betalálva a tizenhatoson kívülről. A találatot jelölték a hónap gólja díjra a Premier League-ben. November 28-án 24 mérkőzésig utolsó gólját szerezte meg, amely sorozat 2025. március 16-án szakadt meg a Leicester ellen. Azt követően, hogy a játékos teljesítményei egyre gyengébbek lettek a szezon második felében, és több probléma is adódott viselkedésével, megjelentek hírek, hogy Rúben Amorim megmondta neki a 2025-ös Európa-liga-döntő után az egész keret előtt, hogy találjon magának új csapatot. Kimaradt a keretből a szezon utolsó bajnokija előtt, így a finálé volt az utolsó United-mérkőzése.

### A válogatottban
Garnacho a válogatottban képviselheti Spanyolországot és Argentínát is, hiszen anyja az utóbbi országból származik.
2021. május 25-én behívták az U17-es spanyol válogatottba, a májusi edzésekre. 2021. október 8-án mutatkozott be az ország U18-as csapatában, amelyet még két mérkőzés követett. Garnacho 2022. március 26-án mutatkozott be anyja szülőhazájának U20-as válogatottjában, az Egyesült Államok elleni barátságos mérkőzésen.
2022. március 7-én, mielőtt bemutatkozott volna a United felnőtt csapatában, Garnachót behívták az argentin felnőtt válogatottba, miután nevezték a 44 fős keretbe az ország világbajnoki selejtezőire. Ugyan pályára nem lépett, de együtt edzett a csapattal. 2022 októberében beválasztották a 2022-es világbajnokságra nevezett előzetes, 48 fős keretbe, de a végső listáról lemaradt. 2023 márciusában behívták a felnőtt csapatba, a Panama és Curaçao elleni barátságos mérkőzésekre, de sérülés miatt vissza kellett lépnie. Végül június 15-én mutatkozott be Ausztrália ellen, Nicolás González cseréjeként.
Bekerült a 2024-es Copa Américára utazó argentin válogatottba és június 29-én be is mutatkozott a tornán, 66 percet játszva kezdőként.

## Magánélete
Garnacho 2004. július 1-én született Madridban, spanyol apa, Alex Garnacho, és argentín anya, Patricia Ferreyra Fernández, gyermekeként. Egy öccse van, Roberto Garnacho. Apja közeli kapcsolatban áll a Leader Sports Management céggel, ami fiát képviseli.
Barátnőjével, Evával, egy fiuk van, Enzo, aki 2023. október 4-én született.

## Statisztikák

### Klubcsapatokban
Frissítve: 2025. május 21.
| Csapat                 | Szezon                 | Bajnokság              | Bajnokság | Bajnokság | FA-Kupa | FA-Kupa | Ligakupa | Ligakupa | Európa | Európa | Egyéb | Egyéb | Összesen | Összesen |
| Csapat                 | Szezon                 | Osztály                | Mér.      | Gól       | Mér.    | Gól     | Mér.     | Gól      | Mér.   | Gól    | Mér.  | Gól   | Mér.     | Gól      |
| ---------------------- | ---------------------- | ---------------------- | --------- | --------- | ------- | ------- | -------- | -------- | ------ | ------ | ----- | ----- | -------- | -------- |
| Manchester United U21  | 2021–2022              | Premier League 2       | 12        | 4         | —       | —       | —        | —        | 7      | 2      | 6     | 5     | 32       | 13       |
| Manchester United U21  | 2021–2022              | Premier League U18     | 7         | 2         | —       | —       | —        | —        | 7      | 2      | 6     | 5     | 32       | 13       |
| Manchester United U21  | 2022–2023              | Premier League 2       | 1         | 0         | —       | —       | —        | —        | —      | —      | 2     | 1     | 3        | 1        |
| Manchester United U21  | Utánpótlás összesen    | Utánpótlás összesen    | 20        | 7         | —       | —       | —        | —        | 7      | 2      | 8     | 6     | 35       | 14       |
| Manchester United      | 2021–2022              | Premier League         | 2         | 0         | 0       | 0       | 0        | 0        | 0      | 0      | —     | —     | 2        | 0        |
| Manchester United      | 2022–2023              | Premier League         | 19        | 3         | 4       | 1       | 5        | 0        | 6      | 1      | —     | —     | 34       | 5        |
| Manchester United      | 2023–2024              | Premier League         | 36        | 7         | 6       | 1       | 2        | 1        | 6      | 1      | —     | —     | 50       | 10       |
| Manchester United      | 2024–2025              | Premier League         | 36        | 6         | 3       | 0       | 3        | 3        | 14     | 1      | 1     | 1     | 57       | 11       |
| Manchester United      | Összesen               | Összesen               | 93        | 16        | 13      | 2       | 10       | 4        | 26     | 3      | 1     | 1     | 143      | 26       |
| Profi karrier összesen | Profi karrier összesen | Profi karrier összesen | 93        | 16        | 13      | 2       | 10       | 4        | 26     | 3      | 4     | 2     | 146      | 27       |

1. 1 2  A Football League Trophy-ban és az FA Ifjúsági Kupában játszott mérkőzések. Az utóbbi nem számít profi mérkőzésnek.
2. ↑  A legtöbb pályára lépés ebben a kategóriában nem számít profi pályafutásának részének. Angliában több utánpótlás-csapat is részt vesz felnőtt kiírásokban, így a szereplések egy része fel van tüntetve az összesítésben
3. 1 2  Pályára lépések az Európa-ligában
4. ↑  Pályára lépések az UEFA-bajnokok ligájában
5. ↑  Pályára lépés az angol szuperkupában

### A válogatottban
2024. november 14-i állapot szerint.
| Válogatott | Év       | Pályára lépések | Gólok |
| ---------- | -------- | --------------- | ----- |
| Argentína  | 2023     | 3               | 0     |
| Argentína  | 2024     | 5               | 0     |
| Összesen   | Összesen | 8               | 0     |

## Sikerek és díjak

### Klubcsapatok
Manchester United U18
- FA Youth Cup: 2021–2022

Manchester United
- Angol kupagyőztes: 2023–2024
- Angol ligakupa: 2022–2023

### A válogatottban
- Copa América-győztes: 2024

### Egyéni
- Goal NXGN Nine: 2023[19]
- Jimmy Murphy Az év fiatal játékosa: 2021–2022[7]
- Premier League – A szezon gólja: 2023–2024[25]
- Puskás-díj: 2024[26]
- Premier League – A hónap gólja: 2023. november
- Manchester United – A szezon gólja: 2023–2024[56]
- Manchester United – A hónap játékosa: 2022. november,[14] 2023. november,[27] 2023. december[30]
- Manchester United – A hónap gólja: 2023. november,[28] 2024. augusztus[57]
- Maurice Revello-torna – A torna legjobb csapata: 2022[58]
- Maurice Revello-torna – A torna legjobb fiatal játékosa: 2022[59]
- Maurice Revello-torna – A torna gólja: 2022[59]